# Endkostenstelle
Die Hauptkostenstelle (auch Primärkostenstelle oder Endkostenstelle) ist in der Betriebswirtschaftslehre und speziell in der Kosten- und Leistungsrechnung eine Kostenstelle in Unternehmen, die durch ihre unmittelbare Beteiligung am Produktionsprozess den größten Teil der Gesamtkosten verursacht.

## Allgemeines
Kostenstellen sind die zum Zwecke der Kostenrechnung gebildeten Orte der Kostenentstehung. Es gibt Hauptkostenstellen, Nebenkostenstellen und Hilfskostenstellen. Alle drei Arten repräsentieren die Gesamtkosten eines Unternehmens. Die Kosten der Endkostenstelle können unmittelbar auf die Kostenträger (Produkte, Dienstleistungen) umgelegt werden. Die Hauptkostenstelle befasst sich unmittelbar mit der Herstellung der Hauptprodukte (Kerngeschäft), während die Nebenkostenstelle für Nebenprodukte zuständig ist.

## Arten
Hauptkostenstellen sind diejenigen Kostenbereiche, in denen die Produkte oder Dienstleistungen (Kostenträger) den größten Teil der Anschaffungs- und Herstellungskosten verursachen. Hierzu gehören von den betrieblichen Funktionen insbesondere die Beschaffung und Produktion. Dabei kann die Produktion in Teilbereiche aufgeteilt werden (etwa Fräserei, Gießerei, Lackiererei). In den Hauptkostenstellen findet von der Beschaffung über die Fertigung und die Verwaltung bis hin zum Vertrieb die Erstellung und Verwertung der Kostenträger statt.

## Wirtschaftliche Aspekte
Für die Hauptkostenstellen werden Kostensätze berechnet, indem die Kosten zu einem Leistungsmaßstab, dem so genannten Bezugsobjekt, ins Verhältnis gesetzt werden. Als Bezugsobjekt dienen hergestellte Stückzahlen, Fertigungszeiten, Maschinenlaufzeiten, Fertigungseinzelkosten oder Fertigungslohn. In Hauptkostenstellen fällt originär die Kostenkategorie der Primärkosten an. Dazu gehören die Kostenarten Personalkosten, Betriebsmittelkosten oder Materialkosten. In einem zweiten Schritt werden im Betriebsabrechnungsbogen den Hauptkostenstellen die Sekundärkosten aus innerbetrieblicher Leistungsverrechnung belastet.